# Mitricephaloides
Mitricephaloides is een geslacht van rechtvleugeligen uit de familie Pyrgomorphidae. De wetenschappelijke naam van dit geslacht is voor het eerst geldig gepubliceerd in 1963 door D. Keith McE Kevan.

## Soorten
Het geslacht Mitricephaloides omvat de volgende soorten:
- Mitricephaloides rhodopterus Miller, 1934
- Mitricephaloides rubrosignatus Ramme, 1941